# Єльниця (Борисовський район, Пересадська сільська рада)
Єльниця (біл. вёска Ельніца) — село в складі Борисовського району Мінської області, Білорусь. Село підпорядковане Пересадській сільській раді, розташоване в північно-східній частині області.